# Сосна густоцветковая
Сосна густоцветко́вая, или густоцве́тная, или кра́сная япо́нская (лат. Pinus densiflóra) — растение рода Сосна семейства Сосновые. Принадлежит к числу редких древесных пород на территории России.

## Ботаническое описание

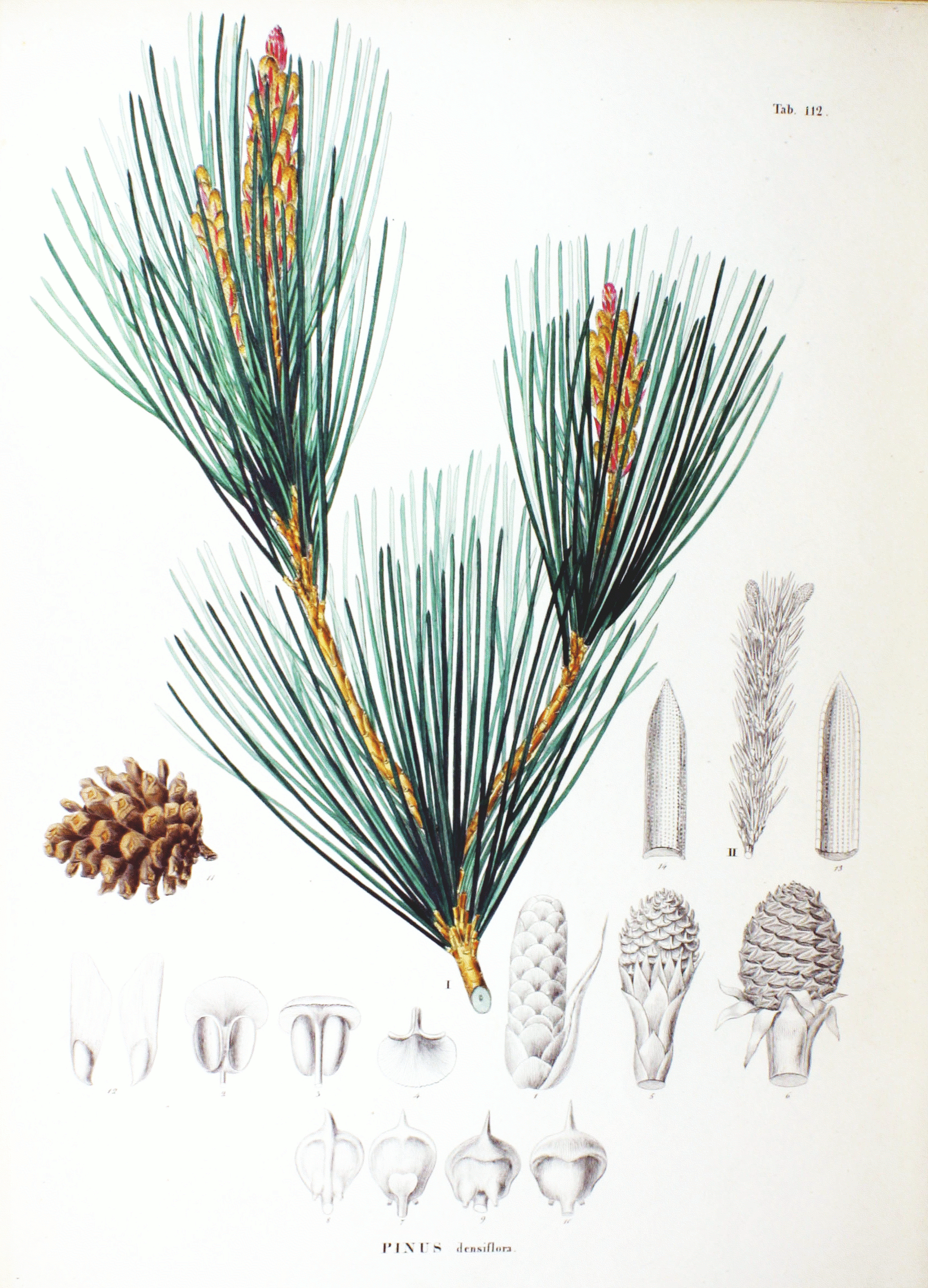
Сосна густоцветная. Ботаническая иллюстрация из книги Зибольда и Цуккарини Flora Japonica, Sectio Prima, 1870

Вечнозелёное дерево может достигать в высоту 30 метров, а диаметр ствола — до 0,7–1,5 м. В местах, защищённых от ветра, эта сосна имеет характерную для неё крону — широкую, раскидистую, округлую или зонтиковидную, очень плотную.
Кора растрескивающаяся и шелушащаяся, красно-коричневая, в нижней части стволов более тёмная или серо-коричневая, на молодых ветвях оранжево-красная. Веточки первого года жизни бледно-жёлтые или красно-жёлтые, могут быть покрыты сизым или белым порошкообразным налётом.
Листья — иглы, по две в пучке, изредка по три в пучке. Длина — 5–15 см, ширина — 1 мм. Могут быть скручены или нет. Сосудистых пучков два, смоляных каналов 3–9. Хвоя держится 3–4 года.
Вегетативные почки тёмно-красно-коричневые, продолговато-яйцевидные, слегка смолистые.
Семенные шишки прямостоячие или повислые, на короткой ножке, тёмно-жёлто-коричневые или коричневато-жёлтые, яйцевидные или яйцевидно-конические, 3–5,5 × 2,5–4,5 см, при созревании растрескивающиеся. Семенные чешуи обычно тонкие; апофизы обычно прижаты, широко ромбические, плоские или загнутые на вершине, реже пирамидальные и слегка ребристые; макушка плоская или слегка вдаётся в крошечный шип. Семена обратнояйцевидно-эллипсоидные или яйцевидные, 3-7 × ок. 3 мм; крыло 1–2 см × 5–7 мм. Опыление апрель-июнь, созревание семян сентябрь-октябрь 2-го года.

## Распространение и экология
На Дальнем Востоке России этот вид встречается только на юге Приморского края. Предположительно можно считать, что собственно P. densiflora встречается только на юге Хасанского района, а гибридные популяции, представленные в основном как Pinus × funebris Kom., распространены в Хасанском, Октябрьском, Пограничном, Ханкайском, Хорольском, Черниговском, Спасском, Кировском, Уссурийском, Михайловском и Шкотовском районах, а также единично – на полуострове Муравьева-Амурского. Таксономический статус популяций, представленных в Приморском крае на северном пределе распространения, остается дискуссионным. 

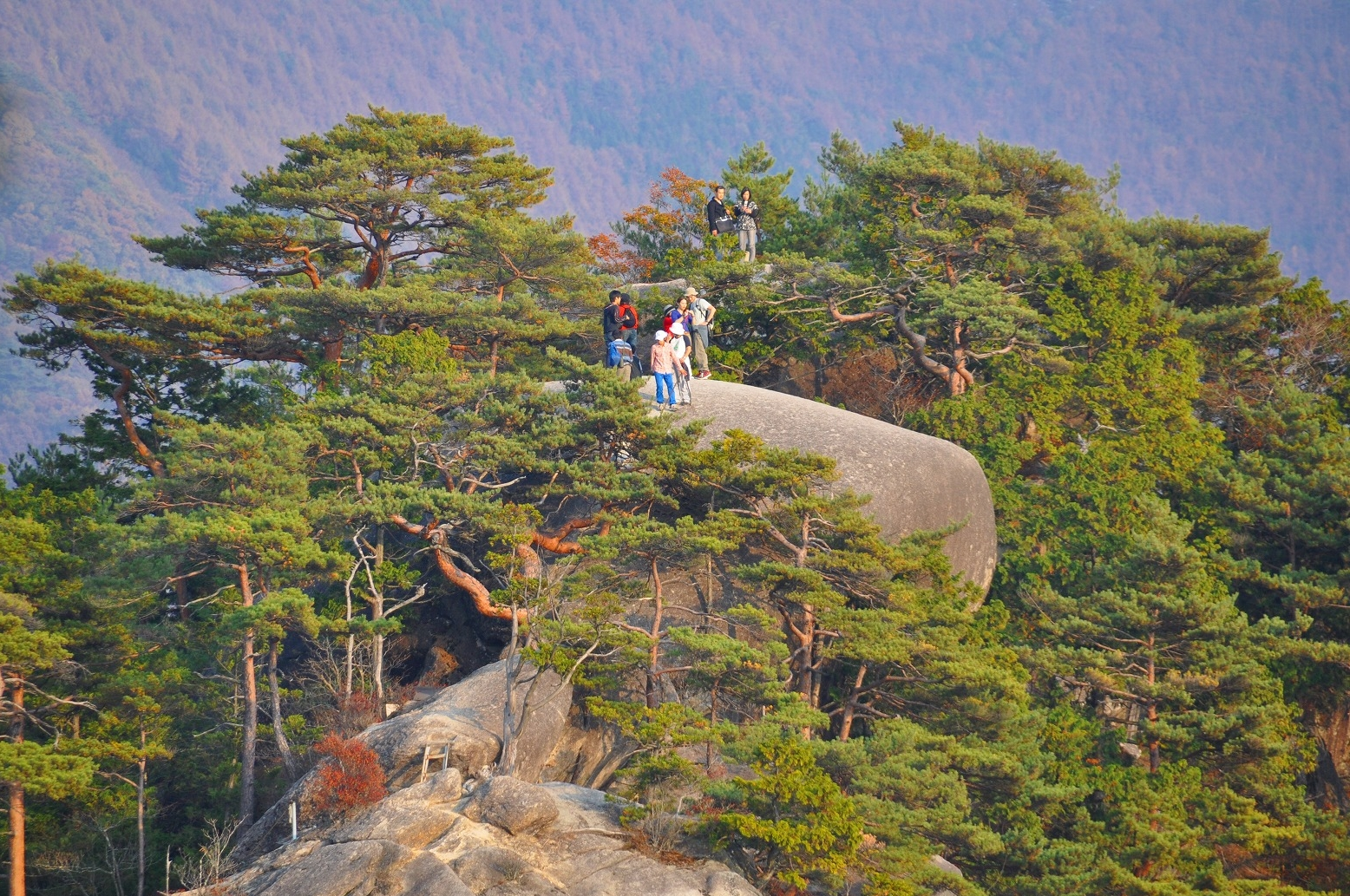
Гора Ракандзи (также известная как гора Ясабуро) в Pinus densiflora в префектуре Яманаси, Япония

Ареал вне РФ – Северо-Восточный Китай (восток и юг Хэйлунцзяна, северо-восток Цзянсу, северо-восток Цзилинь, Ляонин, восток и север Шаньдун), полуостров Корея и Япония (Хонсю, Кюсю и Сикоку).
Растёт обычно рощами и группами деревьев на сухих скалистых или каменистых склонах, на скалах, на песчаных речных и озёрных отложениях, а также на обрывистых берегах (приморских – в Хасанском районе и на западном берегу озера Ханка). Произрастает на высотах до 900 м н.у.м. Почвы бурые лесные.
В материковой части ареала сосна густоцветковая формирует монодоминантные леса с участием можжевельника твёрдого, дубов монгольского, зубчатого и острейшего, берёзы даурской, горного ясеня, вяза крупноплодного и абрикоса маньчжурского. Под пологом сосновых лесов распространены кустарники: рододендроны остроконечный и Шлиппенбаха, леспедеца и сумах китайский. Также присутствуют вейгела ранняя, секуринега, зантоксилум (Zanthoxylum schinifolium), индигофера Кириллова, спирея и кизильник черноплодный. На переходных к дубовым лесам участках в подлеске возрастает доля лещины разнолистной. Травяной покров представлен овсяницей, змеёвкой Китагавы, тонконогом монгольским, полынью, тимьяном Пржевальского. На менее сухих участках встречаются осока ланцетная, серобородник сибирский и другие растения.

## Таксономия
Pinus densiflora Siebold & Zucc, 1842, Fl. Jap. 2: 22, t. 112.

### Синонимы
- Pinus scopifera Miq.
- Pinus takahasii Nakai
- Pinus sylvestris subsp. densiflora (Siebold & Zucc.) Worosch.[10]

### Гибриды
Pinus × funebris Kom. — Сосна могильная, или Сосна погребальная (Pinus densiflora × Pinus sylvéstris) — гибрид с сосной обыкновенной.
Pinus × densithunbergii Uyeki (Pinus densiflora × Pinus thunbergii) — гибрид с сосной Тунберга.

### Разновидности[4]
- Pinus densiflora var. densiflora
- Pinus densiflora var. ussuriensis Liou & Q.L.Wang
- Pinus densiflora var. zhangwuensis S.J.Zhang, C.X.Li et X.Y.Yuan

### Формы
- Pinus densiflora f. brevifolia (Liou & Q.L.Wang) Kitag.
- Pinus densiflora f. liaotungensis (Liou & Q.L.Wang) Kitag.
- Pinus densiflora f. nigricorticalis Q.L.Wang

## Хозяйственное значение и применение
Древесина используется в строительстве и для производства мебели. Подходит для городского озеленения в качестве декоративного вида. Из-за незначительного распространения промышленного значения не имеет.
Некоторые физико-технические свойства древесины гибрида сосны густоцветковой, сосны погребальной в сравнении с древесиной сосны обыкновенной, которая выросла в тех же районах, при 15 % влажности:
|                            | Сосна погребальная | Сосна обыкновенная |
| -------------------------- | ------------------ | ------------------ |
| Объемный вес (г/см³)       | 0,49               | 0,48               |
| Предел прочности кгс/см³ : |                    |                    |
| при сжатие вдоль волокон   | 346                | 348                |
| при статическом изгибе     | 728                | 694                |
| Твёрдость кгс/см² :        |                    |                    |
| торцовая                   | 263                | 234                |
| радиальная                 | 216                | 216                |
| тангенциальная             | 207                | 207                |

В Европе интродуцирована с 1852 г. В Японии культивируется как карликовое деревце в горшках (бонсай), выведены многочисленные садовые формы. В ботаническом саду Петра Великого с 2007 года, цветёт.

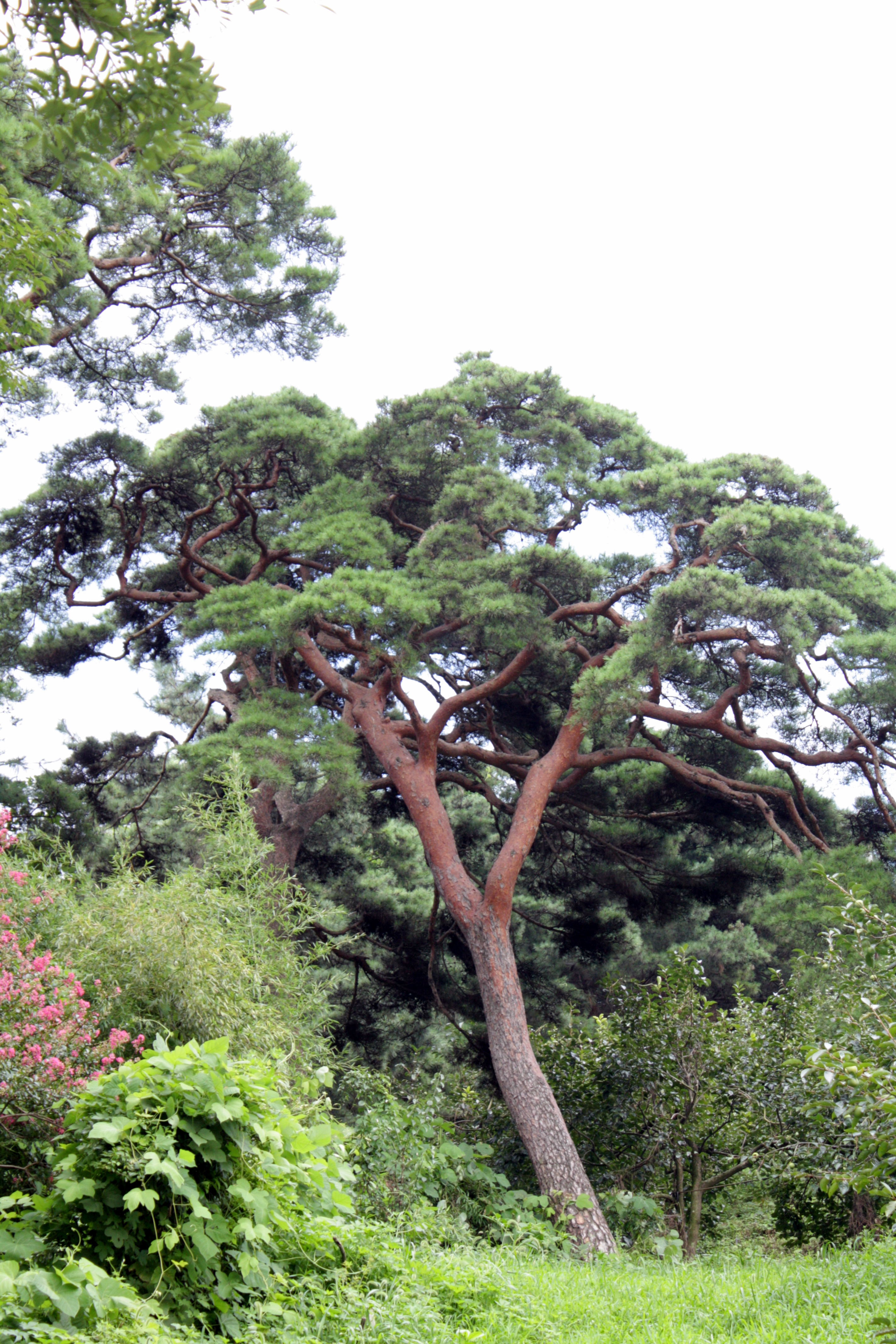
Южная Корея
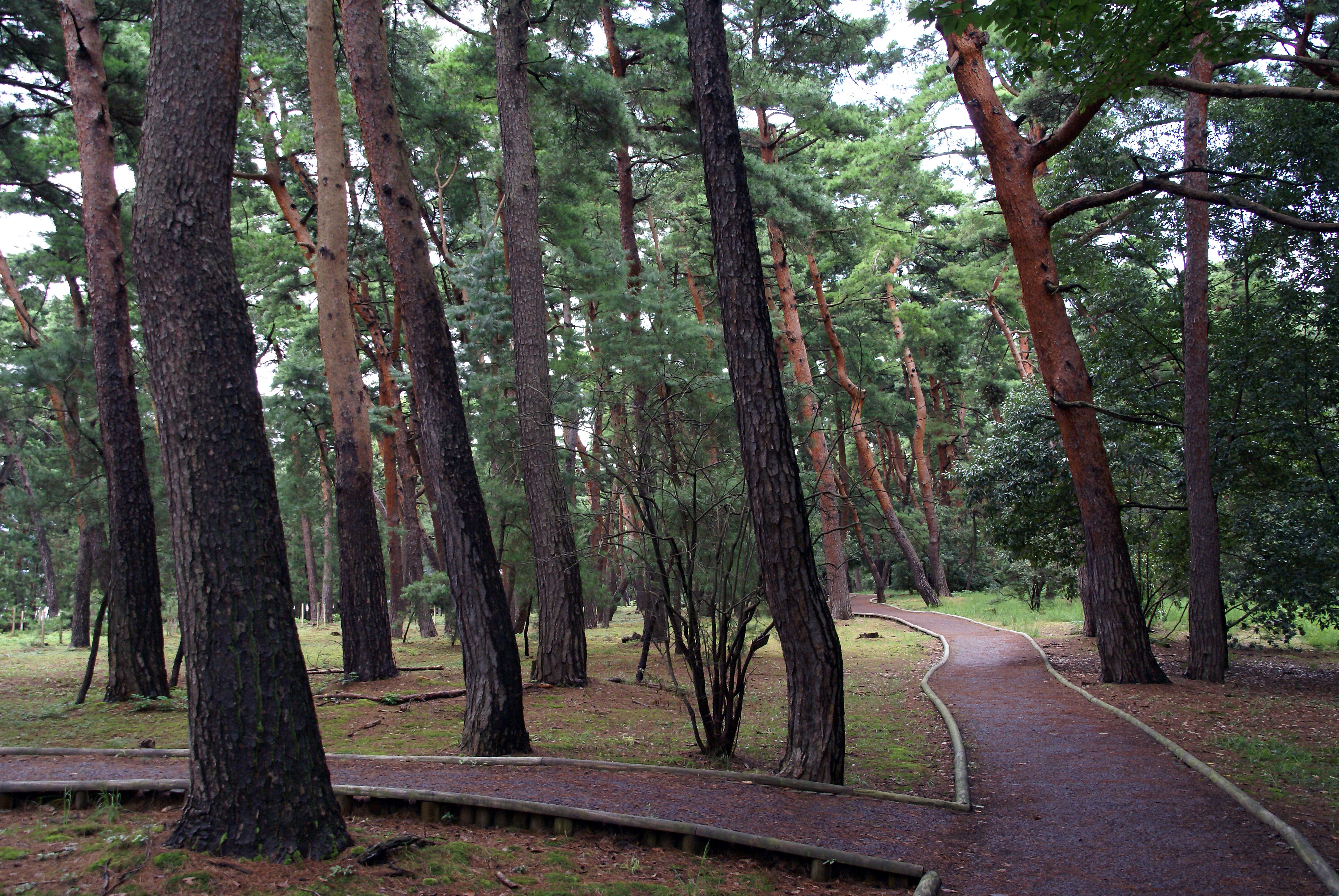
Лесная плантация в Японии
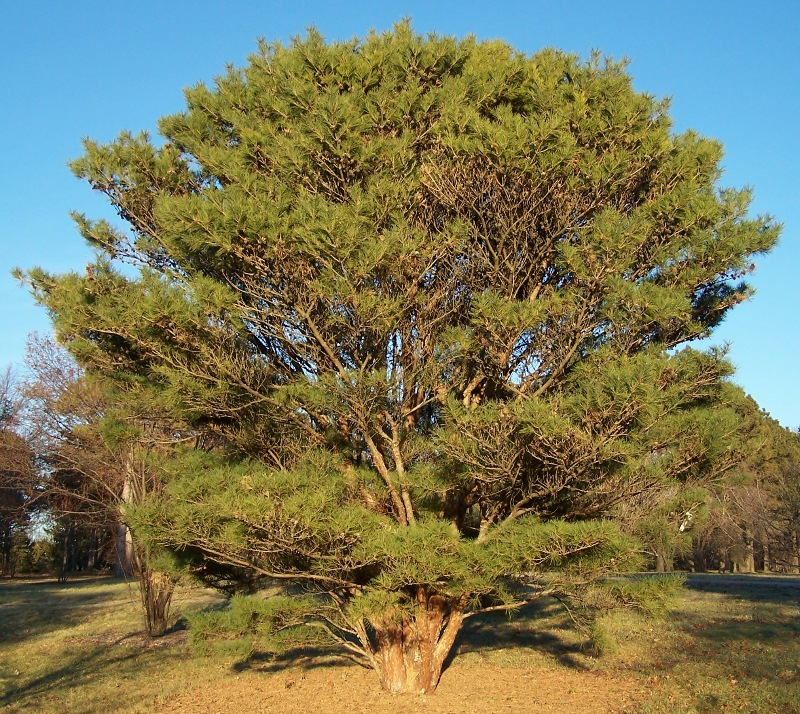
Садовая форма 'Umbraculifera'

## Охрана

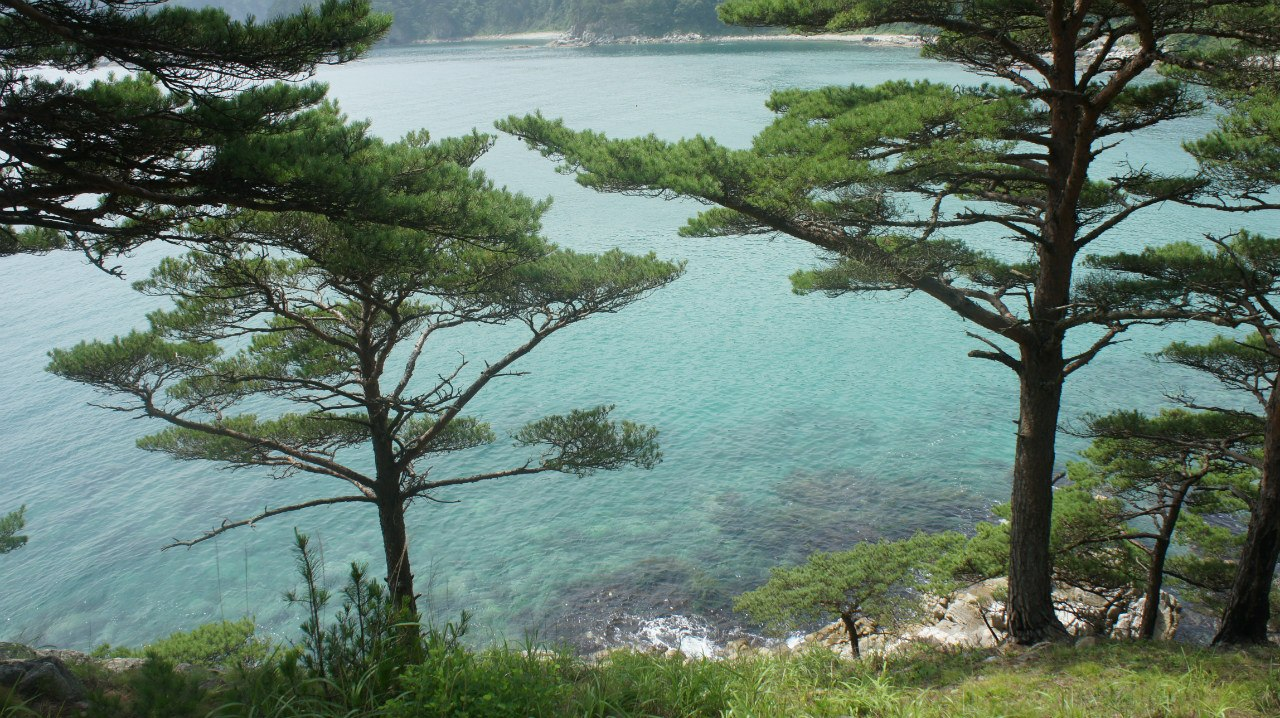
Дальневосточный морской заповедник

Вид занесён в Красную книгу России. Сосна густоцветковая в прошлом подвергалась рубкам. В настоящее время основной угрозой являются лесные пожары от частых травяных палов.
Охраняется в Дальневосточном морском и Уссурийском заповедниках, в национальном парке «Земля леопарда» и в заказнике «Полтавский».